# ولایت اچیزن

ولایت اچیزن (به ژاپنی: 越前国 Echizen no kuni) یکی از ولایت‌ها در تقسیم‌بندی کشوری قدیم ژاپن بود که هم‌اکنون در شمال استان فوکوئی این کشور قرار دارد.
این ولایت بیشتر برای کاغذ واشی شهرت دارد. نوشته از سال ۷۷۴ پس از میلاد مسیح در دست است که نشان می‌دهد آن زمان این کاغذ در ولایت اچیزن تولید می‌شده است. این نوع کاغذ امروزه پرفروش‌ترین کاغذ سنتی در ژاپن است. اچیزن همچنین برای تولیدات سرامیکی نیز شناخته می‌شود و یکی از شش کوره قدیمی سرامیک سازی در آن قرار دارد که آوازه جهانی به دست آورده است.
گمان می‌رود پایتخت باستانی ژاپن در این ولایت قرار داشته است.